# Ivo Danilevič
Ivo Danilevič (* 10. dubna 1970 Jablonec nad Nisou) je bývalý český bobista. Ve dvojbobu jezdil s Romanem Gomolou, později s Janem Stokláskou.
Startoval na ZOH 2002, 2006 a 2010, jeho nejlepším umístěním bylo 12. místo ve čtyřbobu ve Vancouveru 2010. Na světových šampionátech skončil ve dvojbobu nejlépe devátý na MS 2007.

## Umístění
| Olympiáda           | Místo | Datum              | Disciplína | Výsledek  |
| ------------------- | ----- | ------------------ | ---------- | --------- |
| Salt Lake City 2002 |       | 16.–17. února 2002 | dvojbob    | 16. místo |
| Salt Lake City 2002 |       | 22.–23. února 2002 | čtyřbob    | 15. místo |
| Turín 2006          |       | 18.–19. února 2006 | dvojbob    | 16. místo |
| Turín 2006          |       | 24.–25. února 2006 | čtyřbob    | 14. místo |
| Vancouver 2010      |       | 20.–21. února 2010 | dvojbob    | 13. místo |
| Vancouver 2010      |       | 26.–27. února 2010 | čtyřbob    | 12. místo |